# Euronico
Euronico foi um programa de televisão sobre humor da RTP de 1990, sobre os países da CEE, que teve como protagonista e autoria de Nicolau Breyner.
Sucedeu outro programa do mesmo actor, que se denominava de EU-SHOW-NICO.

## Sinopse
Euronico é um programa de humor e canções, interpretado por Nicolau Breyner, Rosa do Canto, Fernando Mendes, Luís Aleluia, Estrela Novais e Mafalda Drummond, que pretende, em forma de entretenimento, divulgar as particularidades de cada um dos países constituintes da União Europeia. 
É um divertido programa de 1990, no estilo das melhores coisas feitas por Nicolau Breyner, que irá com certeza dar a conhecer melhor, divertindo, os países da CEE.